# スーパーリーグ (サッカー)
ユニファイリーグ（Unify League）（旧名称: スーパーリーグ（The Super League）、欧州スーパーリーグ（European Super League, ESL））は、欧州のトップクラブで構成され、UEFAチャンピオンズリーグに匹敵する、あるいは取って代わることを目的とした、年間のクラブサッカー大会である。2021年4月に12のクラブによって設立され、最終的に20クラブで争われる計画で創設された。
スーパーリーグの発表は、ファン、選手、監督、政治家、他のクラブ、そしてFIFA、UEFA、各国政府からほぼ全面的に反対された。リーグ結成の発表に対する反発から、イングランドの6つのクラブすべてが撤退の意向を表明、スーパーリーグは、これを受けて、「プロジェクトを再構築するための最も適切なステップを再検討する」と発表した。正式に発表されてから3日後、スーパーリーグは事業を停止することを発表した。

## 歴史

### 前史
欧州スーパーリーグの創設の提案は、少なくとも1998年にイタリアの企業であるMedia Partnersがこのアイデアを調査した時にさかのぼるが、UEFAがチャンピオンズリーグの拡大に動いたために失敗に終わった。その後20年間にわたって様々な提案がなされてきたが、ほとんど成功しなかった。関連する案としては、プレミアリーグが海外での「第39節」を開催し、有利な海外市場を活用するという長年の野望があった。
報道によると、スーパーリーグは、独占的な立場にあるUEFAが欧州サッカーの財政的な可能性を十分に実現することを拒み、それが各クラブのビジネスの成長やインフラの整備を妨げていることへの不満から設立されたとされる。ある設立クラブの幹部は匿名を条件に、UEFAがチャンピオンズリーグの改革に同意すれば、スーパーリーグは解散しても構わないと考えていたといい、また別の幹部は、この計画は「手探り」だと思わされていたと述べている。
2020年10月、Sky Sportsは、国際サッカー連盟（FIFA）がUEFAチャンピオンズリーグに代わるものとして、NHL、NFL、NBA、MLBといったアメリカのメジャーリーグに類似した、最大18チームによるラウンドロビン制とポストリーグ・プレーオフ方式の降格なしのノックアウト・トーナメントを含む「欧州プレミアリーグ」を提案していると主張した。バルセロナは、会長のジョゼップ・マリア・バルトメウが辞任する前日に、スーパーリーグへの参加提案を受け入れている。
しかし、2021年1月21日、FIFAとサッカーの全6大陸連盟（AFC、CAF、CONCACAF、CONMEBOL、OFC、UEFA）は、離脱した欧州スーパーリーグの結成を拒否する声明を発表した。この提案は、マンチェスター・ユナイテッドやリバプールなどのクラブによって議論された。提案文書によると、このようなリーグは2022-23シーズンに開始され、プレミアリーグの6クラブを含む15の常設メンバーで構成され、各クラブには加盟時に最大3億1000万ポンド、その後1シーズンごとに最大2億1300万ポンドが支払われることになっている。

### 創設
2021年4月18日、ニューヨーク・タイムズが、イングランド、イタリア、スペインの12クラブが欧州スーパーリーグの結成に基本合意し、各チームが大会に参加することで4億ドル（2億9000万ポンド）以上の収入を得ることができると報じた。同日、創設クラブが発信したプレスリリースによってリーグが発表された。プレスリリースには、「より質の高い試合を提供し、サッカーのピラミッド全体に追加の財源を提供する」と同時に、「リーグの収益に応じて増加する上限なしの連帯金を長期的に約束することで、著しく大きな経済成長と欧州サッカーへの支援を提供する」という意図が記されていた。また、男子に加えて、女子のスーパーリーグも「可能な限り早く」設立する予定。創設クラブとして、スペインのレアル・マドリード、FCバルセロナ、アトレティコ・マドリード、イングランドのマンチェスター・ユナイテッド、マンチェスター・シティ、リヴァプール、チェルシー、アーセナル、トッテナム・ホットスパー、イタリアのユヴェントス、インテル・ミラノ、ACミランの12クラブが名を連ねた。また、初代会長にレアル・マドリード会長のフロレンティーノ・ペレスが就任した。
この発表は、欧州のエリートクラブからの圧力を受けて、2024-25シーズンからUEFAチャンピオンズリーグを刷新・拡大し、試合数と収入を増やすことを意図したUEFA執行委員会の会合の前夜に行われたものだった。 UEFA、イングランドのFAとプレミアリーグ、イタリアのイタリアサッカー連盟とセリエA、スペインのスペインサッカー連盟とラ・リーガは、スーパーリーグの開催を阻止するために「司法およびスポーツのあらゆるレベルで、利用可能なあらゆる手段を検討する」と発表した。
創設時点で、ドイツのバイエルン・ミュンヘン、ボルシア・ドルトムント、フランスのパリ・サンジェルマンは参加を拒否し、不参加を表明した。これに対しUEFAはブンデスリーガとリーグ・アンのクラブに感謝を述べた。
発表されたスーパーリーグの構想には、現役の選手やコーチ、OB、ファンからも多くの批判を浴びた。
チェルシーはブルース・バック会長が選手と面会した後、イングランドのクラブとしては最初に撤退を表明した。2021年4月20日、マンチェスター・シティがスーパーリーグからの撤退手続きを正式に開始したことを確認した。UEFA会長のアレクサンダー・チェフェリンは、彼らが「ヨーロッパのサッカーファミリー」に戻ることを歓迎する声明を発表した。アーセナル、リヴァプール、マンチェスター・ユナイテッド、トッテナム・ホットスパーもその日のうちに脱退し、チェルシーは4月21日の早朝に脱退した。イングランドのクラブの撤退を受けて、スーパーリーグは4月21日、「現在の状況を考慮し、サッカー界全体の連帯感を強化しつつ、ファンに最高の体験を提供するという目標を常に念頭に置きながら、プロジェクトを再構築するための最も適切な手段を再考する」と述べた。 ユヴェントスの会長であり、スーパーリーグの副会長を務める予定のアンドレア・アニェッリは、この失敗をイギリスのEU離脱のせいとして、その日のうちに、イングランドの6つのクラブが撤退したことで、スーパーリーグのプロジェクトが現在の形で進む可能性は低いと付け加えたが、彼はまだこのプロジェクトを信じていた。この後1時間も経たないうちに、アトレティコ・マドリードとインテル・ミラノの両チームがスーパーリーグからの撤退を正式に発表、ACミランもその直後に撤退を表明した。さらに、2023年7月13日にはユヴェントスも脱退手続きを始めたことを表明した。

### 「瓦解」後
こうして多くのクラブが参加を拒否し計画は事実上瓦解したが、スーパーリーグ構想を推進する企業であるA22スポーツマネージメントは、新たなフォーマットを検討するなど水面下での動きを続けていた
。そのような中2023年12月21日、欧州司法裁判所が、FIFAおよびUEFAがスーパーリーグなどの新規大会に参加するクラブや選手に対し制裁を加えるなどその創設阻止を行うことはEU法に違反するという決定を下した。これを受けスーパーリーグ構想が再燃するという見方もあり、A22スポーツマネジメントは、男子64クラブが3階層制のリーグに、女子32クラブが2階層制のリーグに参加する新たな大会フォーマットを発表するなどしているが、かつてスーパーリーグに対し反対・拒否を表明したクラブは改めてその姿勢を表明しており構想が進展する可能性は依然として低い状況にある。
2024年12月17日、A22スポーツマネジメントは、新しい欧州クラブの大会を正式に承認するようFIFAとUEFAに求めたことを明らかにした。この新たな大会は男子96クラブが参加する4階層制のリーグと女子32クラブが参加する2階層制のリーグで運営されるとし、新しいストリーミングサービスUnifyで広告付き無料配信を行うことを想定している。それを受け大会名を「ユニファイリーグ（Unify League）」とするとした。

## 創設クラブ

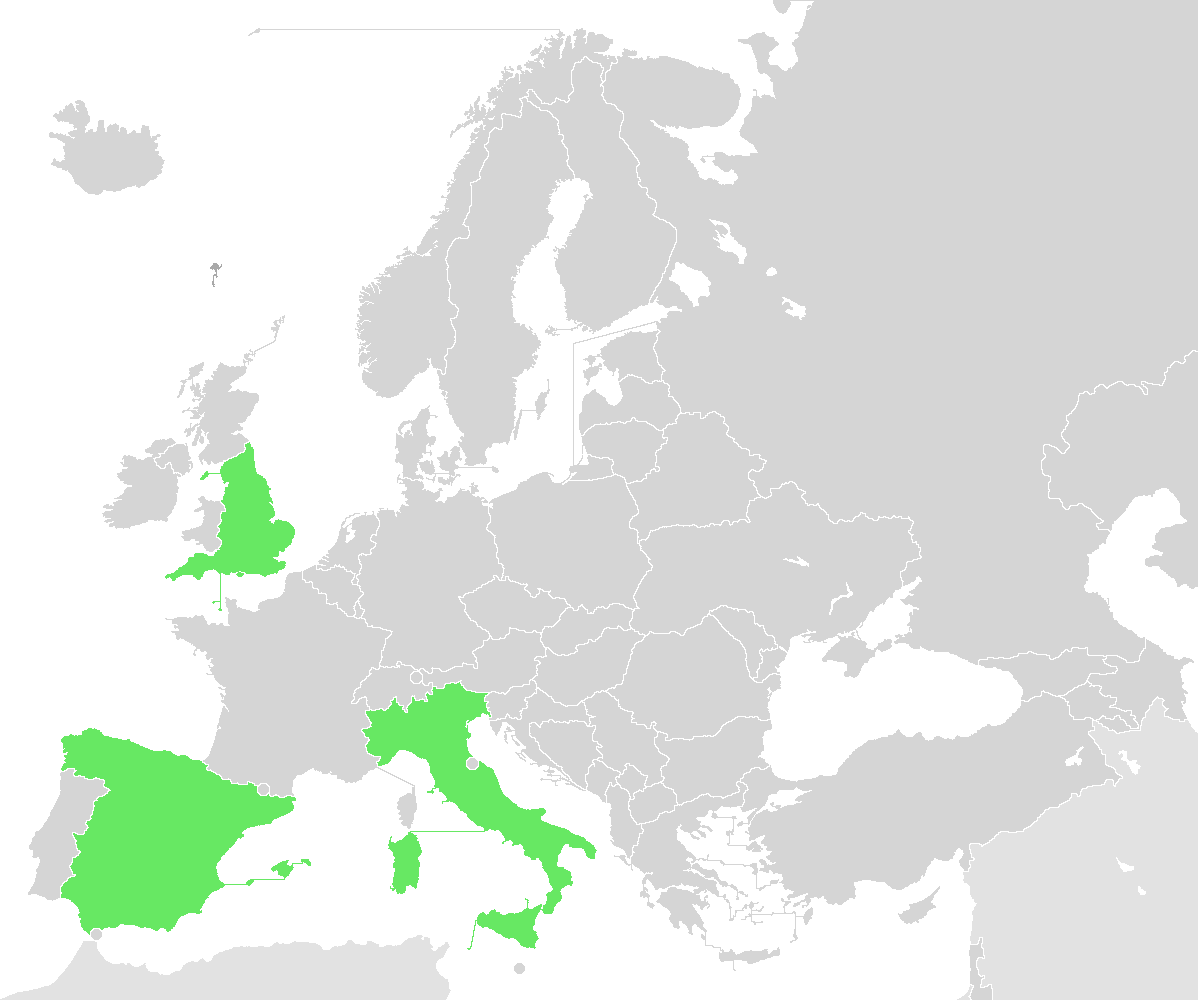
スーパーリーグに参加する予定のあったクラブがあるUEFA加盟国の地図
UEFA加盟国で、スーパーリーグの創設クラブがある国

本大会の創設メンバーとして12のクラブが発表され、開幕前にさらに3つのクラブが加わることになる。イングランドの「ビッグ6」をはじめ、スペインの3クラブ、イタリアの3クラブが含まれている。設立された15のクラブは、大会に永続的に参加し、組織を統括することになる。
- アーセナル
- チェルシー
- リヴァプール
- マンチェスター・シティ
- マンチェスター・ユナイテッド
- トッテナム・ホットスパー
- インテル・ミラノ
- ユヴェントス
- ミラン
- アトレティコ・マドリード
- バルセロナ
- レアル・マドリード

バイエルン・ミュンヘン、ボルシア・ドルトムント、パリ・サンジェルマンの3チームはスーパーリーグの初期メンバーとして発表されておらず、3チームともこの大会を公に非難しているが、これらのチームは招待されていたのではないかと推測されていた。スーパーリーグのフロレンティーノ・ペレス会長は、この3クラブが創設クラブの一員として招待されていなかったことを示唆した。

## 大会形式
本大会には、設立された15のクラブを含む20チームが参加する。残りの5チームは、前シーズンの成績をもとにした予選方式で決定される。8月以降、チームは10チームずつ2つのグループに分けられ、クラブが国内リーグに参加できるように、ミッドウィークにホームアンドアウェイの試合を行う。各グループの上位3チームが準々決勝に進出し、各グループの4位と5位のチームが2本勝負のプレーオフを行い、最後の2つの準々決勝進出チームを決定する。残りの試合はシーズン末の4週間に行われ、準々決勝と準決勝は2本勝負、5月の決勝は中立地で1本勝負で行われる。

## 賞金
この大会では、クラブへの連帯支払いに上限を設けず、リーグの収益に応じて増加させることを特徴としている。また、創設クラブには、インフラ投資計画とCOVID-19パンデミックの影響を相殺するために35億ユーロが支払われる。アメリカの投資銀行大手のJPモルガン・チェースは、このスーパーリーグ計画に50億ドルの資金提供を約束したと言われている。

## 経営陣
| 役職   | 名前                     | その他の役職                             |
| ------ | ------------------------ | ---------------------------------------- |
| 会長   | フロレンティーノ・ペレス | レアル・マドリード会長                   |
| 副会長 | アンドレア・アニェッリ   | ユヴェントス会長                         |
| 副会長 | ジョエル・グレーザー     | マンチェスター・ユナイテッドの共同経営者 |
| 副会長 | ジョン・W・ヘンリー      | リヴァプールのディレクター               |
| 副会長 | スタン・クロエンケ       | アーセナルのオーナー                     |

## 批判
創設クラブとなるプレミアリーグ6クラブの各サポーター団体も強く反対を表明した。
マンチェスター・ユナイテッド元監督のアレックス・ファーガソンは「世界中のファンたちは今の大会のありのままを愛しているのだ」と述べ、否定的な見解を示した。アーセナル元監督のアーセン・ベンゲルも批判意見を述べた。
フランスのエマニュエル・マクロン大統領とイギリスのボリス・ジョンソン首相もこの計画に反対を表明した。